# 苏州大学独墅湖校区
苏州大学独墅湖校区，是苏州大学组成校区之一，位于中国江苏省苏州市工业园区斜塘街道仁爱路199号。该校区又分为北校区（一期）、南校区（二期）。

## 历史沿革
2001年12月江苏省教育厅批准苏州大学征地建设新校区（即后来的独墅湖校区）；
2003年2月苏州大学与苏州工业园区管委会正式签订新校区建设协议；
2004年3月开始启动独墅湖校区建设；
2005年6月底基本完成新校区一期工程建设，同年政治与公共管理学院、化学化工学院和城市科学学院等学院开始迁入；
2006年5月18日，苏州大学独墅湖校区暨炳麟图书馆落成庆典举办。

## 校园图册
- 恩玲艺术中心
- 炳麟图书馆（唐仲英捐赠）
- 东吴大学牌坊（2005年9月9日东吴大学校友会仿立）
- 金螳螂商学院
- 学生活动处与食堂
- 荷花池